# Waterloo (1929)
Waterloo ist ein deutscher Stummfilm aus dem Jahre 1928. Unter der Regie von Karl Grune spielt Otto Gebühr den Helden der gleichnamigen Schlacht, den preußischen Feldmarschall Gebhard Leberecht von Blücher.

## Handlung
Der Monumental-, Ausstattungs- und Kriegsfilm schildert in patriotisch-deutschnationaler Weise den Verlauf der titelgebenden Entscheidungsschlacht gegen Napoleon und die sich unmittelbar zuvor abspielenden Ereignisse.
Zum Kurzinhalt: Während der Korsenkaiser auf der Insel Elba in Verbannung lebt, tagt nach der Niederlage Frankreichs in Wien ein Kongress zur Neugestaltung Europas. Inmitten der komplizierten Verhandlungen gelingt Napoleon die Flucht auf das französische Festland. Marschall Ney wird von Frankreichs König Ludwig XVIII. mit seinen Truppen losgeschickt, um ein Vorrücken Napoleons nach Paris zu verhindern. Doch anstatt ihn festzunehmen, laufen zahlreiche Soldaten zu dem Heimkehrer über. Bald hat Napoleon die Macht in Frankreich wieder an sich gerissen, und Ludwig muss erneut ins belgische Exil.
Die europäischen Staatsmänner sind seit der Hiobsbotschaft von Napoleons Rückkehr nicht untätig geblieben und haben erneut eine Allianz gegen Napoleon geschmiedet. Die Briten entsenden als Oberbefehlshaber den noch jungen Herzog von Wellington, der einen weiteren Vormarsch Napoleons aufhalten soll. Sein engster Bündnispartner wird der betagte, 72-jährige Feldmarschall Blücher, den die Preußen ins Feld schicken. Man gibt sich gegenseitig das Versprechen, einander im Kampf gegen Napoleon beizustehen. Ein erstes Aufeinandertreffen von Franzosen und Preußen in der Schlacht bei Ligny führt am 16. Juni 1815 zu einer empfindlichen Niederlage Blüchers, der im Getümmel auch noch verwundet wird.
Trotzdem will er Wellington versichern, dass er ihm weiterhin zur Seite stehen wird und bald als Entsatz zu ihm eilen wird. Leutnant von Reutlingen soll die entsprechende Depesche überbringen. Die Nachricht wird jedoch von Gräfin Tarnowska abgefangen und kopiert. Misstrauisch gegen Reutlingen geworden wird nun Leutnant Paunitz zu den Engländern gesandt, dreht aber, nachdem er französischen Schützen begegnete, schwer verwundet wieder um. Nun wird doch Reutlingen entsandt, dem es unter Schwierigkeiten gelingt durchzukommen.
Wellington der beschlossen hatte die Franzosen nahe dem kleinen (im heutigen Belgien gelegenen) Ort Waterloo zu stellen, eröffnet derweil die Kampfhandlungen. Doch die Schlacht verläuft anders als erhofft, Napoleons Truppen kämpfen geschickt und tollkühn. Auch Wellington droht beinahe eine Niederlage, als im letzten Moment Marschall Vorwärts, wie Blüchers Name im Volksmund voll Ehrfurcht und Bewunderung lautet, mit seinen Soldaten in der leicht hügeligen Landschaft auftaucht und damit der Allianz zum Sieg verhilft.

## Produktionsnotizen
Der Film wurde aus Anlass des zehnten Jahrestags des Bestehens der Münchner Produktionsfirma Emelka (Gründung am 1. Januar 1919) produziert. Waterloo wurde als gewaltiges Schlachten- und Historiengemälde konzipiert und besitzt mit zehn Akten auf 3505 Metern Länge ebenso (für Stummfilmverhältnisse) gewaltige Ausmaße. Der Film kann in gewisser Weise als Fortsetzung des vom selben Regisseur im Jahr zuvor in Szene gesetzten Filmes Königin Luise angesehen werden.
Gedreht wurde bei Schloss Schleißheim im Isartal sowie im Atelier von München-Geiselgasteig. Der Film passierte am 29. Dezember 1928 die Filmzensur und wurde am 11. Januar 1929 in zwei Berliner Erstaufführungstheatern uraufgeführt.
In einer kurzen Szene taucht Blücher-Darsteller Gebühr auch in seiner Paraderolle als Friedrich der Große auf – zugleich Emanation und Gemahnung an das Erbe des großen Preußen – um dadurch seinem Marschall Vorwärts eine weitere, eine urpreußische Legitimation zu geben. CineGraph befand in seiner Gebühr-Biografie sogar, dass „Fridericus-Züge […] zudem der von Gebühr gespielte Blücher in Grunes WATERLOO (1928)“ trage.
Wie schon in seinem zweiteiligen Königin Luise-Film holte Regisseur Grune auch diesmal den Franzosen Charles Vanel für die Rolle des Kaiser Napoleons. Blüchers wichtigsten Verbündeten bei der Niederringung des Franzosenkaisers besetzte Grune gleichfalls nach einem nationalen Schlüssel: Der Herzog von Wellington wurde von dem weitgehend unbekannten Briten Humberstone Wright dargestellt.
Die Filmbauten stammen von Ludwig Reiber, die technische Leitung übernahm sein Bruder Willy Reiber.

## Kritiken
Der Film erhielt – abhängig von Zeit und politischem Standpunkt – sehr unterschiedliche Bewertungen.
Oskar Kalbus’ Vom Werden deutscher Filmkunst schrieb in der Frühphase des Dritten Reichs: Karl Grunes „Waterloo“ (1929) ist ein glückliches Gemisch von Dichtung und Wahrheit: Napoleon zwischen Elba und St. Helena, der Wiener Kongreß, die große Schlacht, durch die Europa zum zweiten Mal von Napoleon befreit wurde. Im Mittelpunkt steht diesmal Blücher, dargestellt von Otto Gebühr, historisch vollkommen echt, sogar bis in die kleinsten Züge des Marschall Vorwärts.
Aus der Sicht des polnischen Nationalisten Jerzy Toeplitz – Napoleon war für die Polen zu Beginn des 19. Jahrhunderts der Hoffnungsträger bezüglich der Wiedererlangung staatlicher Souveränität – stellte sich die Beurteilung von Waterloo erwartungsgemäß vollkommen anders dar. In seiner Geschichte des Films heißt es in kommunistisch-ideologischer Terminologie: „So übernahm zum Beispiel Karl Grune, der 1923 den interessanten expressionistischen Film Die Straße geschaffen hatte, die Regie zu zwei historischen Filmen mit revanchistischen Tendenzen: Königin Luise (1927) und Waterloo (1929), dessen Held Marschall Blücher ist.“
In der CineGraph-Biografie Karl Grunes wurden sowohl sein Königin Luise-Zweiteiler als auch seine Waterloo-Inszenierung als zwei „luxuriös ausgestattete Historienfilme“ bezeichnet, wobei letzterer „sich an Abel Gances NAPOLEON orientiert und einige Szenen auf eine dreiteilige Leinwand projiziert.“